# Cruz Grande (Cabo Verde)
Cruz Grande es una localidad caboverdiana del municipio de Santa Catarina.

## Geografía
La localidad está situada en la isla de Santiago.

## Organización territorial
La localidad abarca los lugares y barrios de:
- Cruz Grande
- Portal de Furna
- Quatro Caminho